# Jan Tratnik
Jan Tratnik (Ljubljana, 23 februari 1990) is een Sloveens wielrenner die anno 2025 rijdt voor Red Bull-BORA-hansgrohe.

## Carrière
Hij werd in 2009 derde op het Sloveense kampioenschap tijdrijden voor beloften. In 2010 werd hij derde in de wegwedstrijd bij de beloften. Hij werd dat jaar tevens tweede in het eindklassement van de Giro delle Regione, een belangrijke wielerronde voor beloften. Het jaar erop reed hij voor Quick Step, maar vertrok al na één seizoen. In 2012 werd hij Europees kampioen op de weg voor beloften.
In 2024 won hij Omloop Het Nieuwsblad, de opener van het Vlaamse voorjaar.

## Palmares

### Overwinningen
2008
 Sloveens kampioen tijdrijden, Junioren
2010
GP Liberazione, Beloften
2012
 Europees kampioen op de weg, Beloften
2015 - 4 zeges
 Sloveens kampioen tijdrijden, Elite
 Puntenklassement Ronde van Oostenrijk
5e etappe Ronde van Hongarije
 Puntenklassement Ronde van Hongarije
2e etappe Ronde van Oost-Bohemen
 Eindklassement Ronde van Oost-Bohemen
2016 - 4 zeges
 Puntenklassement Istrian Spring Trophy
5e etappe Ronde van Slowakije
 Bergklassement Ronde van Slovenië
 Sloveens kampioen op de weg, Elite
2e etappe Ronde van Oost-Bohemen
 Eindklassement Ronde van Oost-Bohemen
 Puntenklassement Ronde van Oost-Bohemen
2017 - 3 zeges
1e etappe B Internationale Wielerweek (TTT)
Proloog Ronde van Slowakije
 Eindklassement Ronde van Slowakije
 Puntenklassement Ronde van Slowakije
2018 - 3 zeges
4e etappe Internationale Wielerweek (ITT)
Volta Limburg Classic
1e etappe CCC Tour-Grody Piastowskie
 Sloveens kampioen tijdrijden, Elite
2019 - 1 zege
Proloog Ronde van Romandië
2020 - 1 zege
16e etappe Ronde van Italië
2021 - 1 zege
 Sloveens kampioen tijdrijden, Elite
2022 - 1 zege
 Sloveens kampioen tijdrijden, Elite
2023 - 2 zeges
3e etappe Parijs-Nice (ploegentijdrit)
2e etappe Ronde van Burgos (ploegentijdrit)
2024 - 1 zege
Omloop Het Nieuwsblad

### Resultaten in voornaamste wedstrijden
| Jaar | Ronde van Italië | Ronde van Frankrijk | Ronde van Spanje |
| ---- | ---------------- | ------------------- | ---------------- |
| 2011 |                  |                     |                  |
| 2017 | 106e             |                     |                  |
| 2018 |                  |                     |                  |
| 2019 |                  | 93e                 |                  |
| 2020 | 62e (1)          |                     |                  |
| 2021 | 70e              |                     | 94e              |
| 2022 | opgave           | 72e                 |                  |
| 2023 |                  |                     | 38e              |
| 2024 | 34e              | 64e                 |                  |
| 2025 | 83e              |                     |                  |

| Jaar | Milaan-San Remo | Gent-Wevelgem | Ronde van Vlaanderen | Parijs-Roubaix | Amstel Gold Race | Luik-Bast.‑Luik | Ronde van Lombardije | Brabantse Pijl | Strade Bianche | Omloop Het Nieuwsblad |  | WK op de weg |
| ---- | --------------- | ------------- | -------------------- | -------------- | ---------------- | --------------- | -------------------- | -------------- | -------------- | --------------------- |  | ------------ |
| 2011 |                 |               |                      |                |                  |                 |                      | opgave         |                |                       |  |              |
| 2017 |                 |               |                      |                | 89e              |                 |                      | 35e            |                |                       |  | opgave       |
| 2018 |                 |               |                      |                |                  |                 |                      | 5e             |                |                       |  | opgave       |
| 2019 |                 | opgave        | 87e                  | 87e            | opgave           |                 |                      | 92e            | 37e            |                       |  | opgave       |
| 2020 |                 |               |                      |                |                  |                 |                      |                |                |                       |  | opgave       |
| 2021 | 135e            |               |                      |                | 47e              |                 |                      |                | 83e            |                       |  | opgave       |
| 2022 | 9e              |               | 12e                  |                | 12e              |                 |                      | opgave         | 37e            |                       |  | 12e          |
| 2023 | 91e             |               |                      |                |                  | 25e             | 47e                  |                |                | 94e                   |  |              |
| 2024 |                 | opgave        |                      |                |                  |                 | opgave               |                |                | ↑                     |  | opgave       |
| 2025 |                 |               |                      |                |                  |                 |                      |                | 60e            | 59e                   |  |              |

### Resultaten in kleinere rondes
| Jaar | UAE Tour | Parijs-Nice | Tirreno-Adriatico | Ronde van Catalonië | Ronde van Romandië | Critérium du Dauphiné | Ronde van Polen |
| ---- | -------- | ----------- | ----------------- | ------------------- | ------------------ | --------------------- | --------------- |
| 2011 |          |             |                   | opgave              | 130e               | opgave                |                 |
| 2017 |          |             |                   |                     |                    |                       | 76e             |
| 2018 |          |             |                   |                     |                    |                       | 95e             |
| 2019 | 64e      |             | 74e               |                     | 88e (1)            | 63e                   | 96e             |
| 2020 |          | opgave      | 69e               |                     |                    |                       |                 |
| 2021 |          |             | 146e              |                     | 79e                |                       |                 |
| 2022 |          |             | 87e               |                     |                    |                       |                 |
| 2023 |          | 40e         |                   |                     |                    |                       |                 |

(*) tussen haakjes aantal individuele etappeoverwinningen

## Ploegen
- 2009 –  Radenska KD Financial Point
- 2010 –  Zheroquadro Radenska
- 2011 –  Quick Step Cycling Team
- 2012 –  Radenska
- 2013 –  Tirol Cycling Team
- 2014 –  Amplatz-BMC
- 2015 –  Amplatz-BMC
- 2016 –  Amplatz-BMC
- 2017 –  CCC Sprandi Polkowice
- 2018 –  CCC Sprandi Polkowice
- 2019 –  Bahrain-Merida
- 2020 –  Bahrain McLaren
- 2021 –  Bahrain-Victorious
- 2022 –  Bahrain-Victorious
- 2023 –  Jumbo-Visma
- 2024 –  Visma-Lease a Bike
- 2025 –  Red Bull-BORA-hansgrohe

Bandiera · Boonen · Cappelle · Cataldo · Chavanel · Chicchi · Ciolek · De Weert · Devenyns · Engels · Keisse · de Maar · Maes · Malacarne · Pineau · Reda · Robert · Seeldraeyers · Stauff · Steegmans · Štybar · Terpstra · Tratnik · Vandewalle · Van Impe · Van Keirsbulck · Vermote · Trentin (stagiair)
Bajc · Bajt · Čanecký · Fidler · J.Gruber · T.Gruber · Kuen · Kusztor · Pelikán · Schoibl · Stoiber · Tratnik · Umhaller
Banaszek · Białobłocki · Brożyna · Großschartner · Hirt · Kaczmarek · Koch · Kurek · Małecki · Michajlov · Mrożek · Owsian · Paluta · Paterski · Pluciński · Ponzi · Samojlaw · Schlegel · Sisr · Stosz · Taciak · Tratnik
Antunes · Banaszek · Bernas · Brożyna · Cieślik · Franczak · Gradek · Koch · Kump · Kurek · Małecki · Owsian · Paluta · Pluciński · Sajnok · Schlegel · Sisr · Stosz · Taciak · Tratnik
Agnoli · Arashiro · Bauhaus · Bole · Caruso · Colbrelli · Dennis     · Feng · García · Garosio · Haussler · Koren · Mohorič · A. Nibali · V. Nibali · Novak · Padoen · Pernsteiner · Pibernik · Pozzovivo · Sieberg · Teuns · Tratnik · Wang · Williams
Arashiro · Battaglin · Bauhaus · Bilbao · Bole · Buitrago · Capecchi · Caruso · Cavendish · Colbrelli · Davies · Feng · García Cortina · Haller · Haussler · Inkelaar · Landa · Mohorič · Novak · Padoen · Pernsteiner · Pibernik · Poels · Sieberg · Teuns · Tratnik · Valls · Williams · Wright
Arashiro · Bauhaus · Bilbao · Buitrago · Capecchi · Caruso · Colbrelli  · Davies · Feng · Jack · Haller · Haussler · Inkelaar · Landa · Madan · Mäder · Milan· Mohorič · Novak · Padoen · Pernsteiner · Poels · Sieberg · Teuns · Tratnik · Valls · Williams · Wright
Arashiro · Bauhaus · Bilbao · Buitrago · Caruso · Colbrelli · Feng · Govekar (vanaf 1/6) · Gradek · Haig · Haussler · Landa · Maciejuk · Madan · Mäder · Milan· Mohorič · Novak · Osorio (tot 31/3) · Pernsteiner · Poels · Price-Pejtersen · Sánchez · Sütterlin · Teuns (tot 4/8) · Tratnik · Williams · Wright · Zambanini · Miholjević (stagiair)
Affini · Benoot · Bouwman · Dennis · Foss   · Gesink · Gloag · Hessmann · Hofstede · Kelderman · Kooij · Kruijswijk · Kuss · Laporte  · Leemreize · Oomen · Roglič   · Roosen · Tratnik · Vader · Valter · Van Aert · van Baarle · Van der Sande · M. van Dijke · T. van Dijke · Van Emden · Van Hooydonck · Vingegaard
Affini · Benoot · Bouwman · Gesink · Gloag · Hagenes · Heßmann · Jorgenson · Kelderman · Kooij · Kruijswijk · Kuss · Laporte  · Lemmen · Staune-Mittet · Tratnik · Tulett · Uijtdebroeks · Vader · Valter · Van Aert · van Baarle · van Belle · Van der Sande · M. van Dijke · T. van Dijke · Vermote · Vingegaard